# It Hurts Me
"It Hurts Me" ("Me lastima") es una canción Top 40 de 1964 grabada por Elvis Presley en RCA Victor. Atribuida a Joy Byers y Charles E. Daniels, "It Hurts Me" es una balada grabada por Elvis Presley el 12 de enero de 1964. Fue lanzado por primera vez como sencillo el 10 de febrero de 1964.

## Versión de Elvis Presley
Esta canción que no pertenece a la banda sonora de ninguna película, fue la cara B del sencillo correspondiente precisamente al tema de la película de Elvis Presley, "Kissin' Cousins", estrenada el 10 de febrero de 1964. La cara A alcanzó el puesto  # 12 en las listas de sencillos de Estados Unidos, mientras que "It Hurts Me" alcanzó el #  29, pero nunca se hizo tan conocido ni alcanzó "la estatura que la canción hubiese merecido acorde a la magnitud de la interpretación". 
La sesión que produjo esta grabación marcó el comienzo de un período de 28 meses durante el cual Presley no grabó otras canciones que no fueran de películas.
Elvis grabó una nueva versión el 20 de junio de 1968 y usó esta canción durante la secuencia del popurrí de montaje de su NBC Comeback Special de 1968 cuya banda sonora accedió a los primeros puestos del Billboard y del UK Chart  Este tema también apareció en la compilación RCA Victor de 1968, Elvis' Gold Records Volumen 4.
La canción asimismo aparece en el compilación de BMG/RCA de 2001  "Las 50 mejores canciones de amor". A la vez fue incluida en el musical Jukebox  de 2004 All Shook Up.

## Otras interpretaciones
Existe una notable versión en español del género latino de la mano de Marco Tulio Sánchez, Marco T, conocido como "la voz del rock and roll en Colombia". Johnny Hallyday, Ronnie McDowell, Tom Green, Ricky Norton, Teddy Rune, Kevin Löhr, Jerry Jackson y Steven Pitman también grabaron la canción.

## Composición
En el lanzamiento estadounidense, "Joy Byers" fue acreditado como el compositor. En el Reino Unido, la canción fue acreditada a Joy Byers y Charlie Daniels. La canción fue publicada por Elvis Presley Music, Inc. en EE. UU. y por Sea Lark Music, Ltd. en el Reino Unido. El productor discográfico y compositor Bob Johnston reveló que en realidad había escrito las canciones atribuidas a su esposa Joy Byers, incluida "It Hurts Me".
Antes de la Navidad de 1962, mientras Charlie Daniels conducía desde El Paso, Texas, hacia la costa este, comenzó a formar la idea de lo que se convertiría en la canción. Posteriormente, Bob Johnston lo invitó a Nashville para coescribir canciones. Terminaron la canción juntos. Daniels recordó: "Continuamos y lo terminamos, y Bob hizo una demostración, y la compañía para la que estaba escribiendo en ese momento (Hill and Range era la empresa matriz) se encargaba de Elvis Presley. Music y Gladys Music, que eran las dos compañías de Elvis Presley." 
Daniels explicó: "Elvis vino a la ciudad. Lo recogió y lo mantuvo durante casi un año en lo que se llamaba - su portafolio -. Ya sabes, escogían canciones para Elvis y cuando él iba a grabar, él las revisaba y, si les gustaba, lo hacía. De todos modos, la grabó y fue, con diferencia, lo más importante que me había pasado en mi vida". Aunque nunca conoció a Presley en persona, Daniels sí conoció a su hija, Lisa Marie, en un evento en Memphis: "Solo tuve que decírselo y le dije: 'Sabes que tu papá eligió una de mis canciones. Yo era un gran admirador suyo'. " 